# Dan Spitz
Dan Spitz, född 28 januari 1963 i Rockland County, är en amerikansk gitarrist och urmakare. Han spelade i thrash metal-bandet Anthrax mellan 1983 och 1995 samt mellan 2005 och 2007. Han är yngre bror till basisten Dave Spitz.
Före Anthrax var Spitz sologitarrist i thrash-metalgruppen Overkill, och i Thrasher där han spelade med basisten Billy Sheehan. Spitz lämnade Anthrax 1995 för att istället fokusera på urmakeri. Han började 1995 på Bulova School of Watchmaking i New York. 1998 fortsatte han sin utbildning vid Wostep i Schweiz.
I april 2005 aviserade Anthrax en återförening, och Spitz var med i bandet igen. Efter en världsturné lämnade han Anthrax igen för att återgå till urmakeriet. Han började då hos Leviev som specialist. Senare har han börjat designa och tillverka klockor i små serier under eget varumärke, Collection Daniel A. Spitz. De första klockorna lanserades 2021.